# Wierchniaja Unża
Wierchniaja Unża (ros. Верхняя Унжа) – osiedle w Rosji, w obwodzie kostromskim, w rejonie kołogriwskim. W 2010 liczyło 178 mieszkańców.